# Австромарксизм

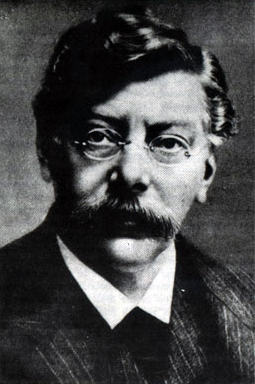
Віктор Адлер — один з ідеологів австромарксизму

Австромаркси́зм (нім. Austromarxismus) — ідеологічна та політична течія, склалася на початку 20 ст. в австрійській соціал-демократії. Набула поширення у міжвоєнну добу (1919–1939), пішла на спад з початком Другої світової війни.

## Історія виникнення
Австромарксизм виник у 90-х pp. 19 століття як система поглядів лідерів Соціалістичної партії Австрії (Отто Бауера, Віктора Адлера та Макса Адлера та ін.) і на початку 20 століття склався в політичну течію. Ідеї австромарксизму, зокрема концепція культурно-національної автономії, мали свого часу певний вплив на українську соціал-демократію.

## Ідеї
У світоглядному відношенні австромарксизм поєднує марксизм із неокантіанством. Австромарксисти обстоювали необхідність проведення фундаментальної ревізії марксистської теорії з огляду на:
- диференціацію робітничого класу й істотні зрушення у класовій структурі (поява середнього класу);
- організаційні зміни в економіці розвинутих капіталістичних країн;
- динамізм етнонаціональних відносин.

Адаптуючи марксизм до реалій тогочасного життя, ідеологи австромарксизму. розробили низку концепцій, зокрема національно-культурної диференціації, еволюційно-національної політики (О.Бауер), організованого капіталізму (Р.Гільфердінг), класу сфери послуг (К.Реннер), синтезу приватної ініціативи, державного регулювання й антикризових заходів тощо. Ключові положення автстромаксизму ґрунтувалися на концептах соціалізованої гуманності та нації як культурної спільноти. Політична програма австромарксизму базувалася на засадах соціального реформізму і культурно-національної автономії. Теоретики австромарксизму вважали, що елементи соціалізму поступово визрівають у надрах капіталізму, зокрема внаслідок соціалізації капіталістичної промисловості. Здебільшого австромарксизм орієнтувався на конституційні засоби та форми політичної боротьби у межах парламентської демократії, хоча й не цурався ліворадикальної риторики, переважно в агітаційних цілях. Деякі концепти та установчі положення австромарксизму знайшли відображення у повоєнних програмних документах 1947, 1958, 1978 років Соціалістичної партії Австрії.